# امی آلنن
اِمّی آلانن (انگلیسی: Emmi Alanen؛ زادهٔ ۳۰ آوریل ۱۹۹۱) بازیکن فوتبال اهل فنلاند است.
از باشگاه‌هایی که در آن بازی کرده‌است می‌توان به اومئا آی‌کی اشاره کرد.
وی همچنین در تیم ملی فوتبال زنان فنلاند بازی کرده‌است.